# (9299) Vinceteri
(9299) Vinceteri est un astéroïde de la ceinture principale.

## Description
(9299) Vinceteri est un astéroïde de la ceinture principale. Il fut découvert le 13 mai 1985 à l'Observatoire Palomar par Carolyn S. Shoemaker et Eugene M. Shoemaker. Il présente une orbite caractérisée par un demi-grand axe de 2,54 UA, une excentricité de 0,16 et une inclinaison de 4,9° par rapport à l'écliptique.

## Compléments